# Ligat ha'Al 2006-2007
La Ligat ha'Al 2006-2007 è stata la 66ª edizione della massima divisione del campionato israeliano di calcio.
Al torneo presero parte 12 squadre, affrontatesi in tre gironi di andata, ritorno e terzo turno, per un totale di 33 giornate.
Iniziata il 26 agosto 2006, la stagione si concluse il 26 maggio 2007 con la vittoria (quinto titolo nazionale) del Beitar Gerusalemme.
Capocannoniere del torneo fu Yaniv Azran, dell'Ashdod, con 15 goal.

## Squadre partecipanti
| Club                | Città       |
| ------------------- | ----------- |
| Ashdod              | Ashdod      |
| Beitar Gerusalemme  | Gerusalemme |
| Bnei Yehuda         | Tel Aviv    |
| Hakoah Ramat Gan    | Ramat Gan   |
| Hapoel Kfar Saba    | Kfar Saba   |
| Hapoel Petah Tiqwa  | Petah Tiqwa |
| Hapoel Tel Aviv     | Tel Aviv    |
| Maccabi Haifa       | Haifa       |
| Maccabi Herzliya    | Herzliya    |
| Maccabi Netanya     | Netanya     |
| Maccabi Petah Tiqwa | Petah Tiqwa |
| Maccabi Tel Aviv    | Tel Aviv    |

## Classifica finale
|                     | Pos. | Squadra             | Pt | G  | V  | N  | P  | GF | GS | DR  |
| ------------------- | ---- | ------------------- | -- | -- | -- | -- | -- | -- | -- | --- |
| Campione di Israele | 1.   | Beitar Gerusalemme  | 67 | 33 | 19 | 10 | 4  | 48 | 20 | +28 |
|                     | 2.   | Maccabi Netanya     | 57 | 33 | 15 | 12 | 6  | 37 | 25 | +12 |
|                     | 3.   | Maccabi Tel Aviv    | 54 | 33 | 15 | 11 | 7  | 40 | 26 | +14 |
| [ 2 ]               | 4.   | Hapoel Tel Aviv     | 54 | 33 | 15 | 9  | 9  | 49 | 36 | +13 |
|                     | 5.   | Maccabi Haifa       | 51 | 33 | 14 | 9  | 10 | 44 | 38 | +6  |
|                     | 6.   | Maccabi Petah Tiqwa | 50 | 33 | 14 | 8  | 11 | 29 | 25 | +4  |
|                     | 7.   | Ashdod              | 42 | 33 | 12 | 6  | 15 | 47 | 47 | 0   |
|                     | 8.   | Hapoel Kfar Saba    | 40 | 33 | 8  | 16 | 9  | 34 | 33 | +1  |
|                     | 9.   | Bnei Yehuda         | 35 | 33 | 7  | 14 | 12 | 29 | 45 | -16 |
|                     | 10.  | Maccabi Herzliya    | 34 | 33 | 9  | 7  | 17 | 45 | 53 | -8  |
|                     | 11.  | Hakoah Ramat Gan    | 28 | 33 | 6  | 10 | 17 | 29 | 51 | -22 |
|                     | 12.  | Hapoel Petah Tiqwa  | 16 | 33 | 3  | 10 | 20 | 29 | 61 | -32 |

## Verdetti
- Beitar Gerusalemme campione di Israele 2006-2007, qualificato al secondo turno preliminare della Champions League 2007-2008
- Maccabi Netanya e Hapoel Tel Aviv qualificati al secondo turno preliminare della Coppa UEFA 2007-2008
- Maccabi Tel Aviv qualificate al primo turno preliminare della Coppa UEFA 2007-2008
- Maccabi Haifa qualificato al secondo turno della Coppa Intertoto 2007
- Hakoah Ramat Gan e Hapoel Petah Tiqwa retrocesse in Liga Leumit 2007-2008
- Ironi Kiryat Shmona e Bnei Sakhnin promosse in Ligat ha'Al 2007-2008

## Classifica marcatori
| Calciatore      | Squadra          | Gol |
| --------------- | ---------------- | --- |
| Yaniv Azran     | Ashdod           | 16  |
| Lior Asulin     | Bnei Yehuda      | 13  |
| Omer Buksenbaum | Maccabi Herzliya | 12  |
| Shay Holtzman   | Ashdod           | 12  |
| Idan Shriki     | Ashdod           | 11  |
| Samuel Yeboah   | Hapoel Kfar Saba | 11  |